# Cykloid
Denna artikel behandlar det geometriska begreppet, för det psykiatriska begreppet cykloid psykos, se cykloid psykos
En cykloid, grek. κύκλος, kykloeid, "hjul" eller "cirkelformig", är en kurva som definieras av en fix punkt på en cirkel när den roterar eller mer precist, geometriska orten för en punkt på periferin av ett hjul som rullar längs en rät linje.
|                                                                               |
| Figur 1. Två cykloider (i rött) som bildas av en punkt på en rullande cirkel. |

Cykloiden namngavs av Galilei år 1599. Den studerades först av Nikolas av Kusa och senare av Mersenne. År 1634 visade G.P. de Roberval att arean under en cykloid är tre gånger arean hos den cirkel den genereras ifrån. År 1658 visade Christopher Wren att längden av en cykloid är fyra gånger diametern hos den cirkel den genereras ifrån.
Cykloiden är lösningen för brachistochronproblemet och det relaterade tautochronproblemet. Cykloiden är en av de mest berömda kurvor inom matematiken och skapade mångra gräl bland matematikerna på 1600-talet.
En skateboardramp bör ha formen av en upp- och nervänd cykloid eftersom detta ger den högsta farten (jämför brachistochronproblemet).
Kurvan beskrivs på parameterform av:
x = a(t - sin t)
y = a(1 - cos t)

## Besläktade kurvor
Många kurvor är besläktade med cykloiden. När man tar bort tvånget att den fixa punkten måste vara på periferin och låter den vara godtycklig erhålls de s.k. curtate cykloiden och prolate cykloiden. I det första fallet är punkten som bildar cykloiden inne i cirkeln, medan det senare fallet bildas av punkter utanför cirkeln. Termen trochoid är den gemensamma benämningen på curtate cykloiden, prolate cykloiden och cykloiden.
Om man sedan låter cirkelns färdlinje vara en godtycklig cirkel (erinra att en rät linje är en cirkel med oändlig radie) fås epicykloiden (cirkeln rullar på utsidan av en annan cirkel, en punkt på periferin av den rullande cirkeln), epitrochoid (cirkeln rullar på utsidan, en punkt varsomhelst på cirkeln) och hypotrochoiden (cirkeln rullar på insidan, en punkt varsomhelst på cirkeln).